# ضحي في أبو ظبي (فلم)
ضحي في أبو ظبي Duhie Fi Abu Dhabi- فيلم إماراتي كوميدي، تم عرضه في 2016م، من تأليف: راكان، وفيصل بن حريز، ومن
إخراج: راكان. وهو أول عمل كوميدي في تاريخ السينما الإماراتية.

## قصة الفيلم وأحداثه
تدور أحداث الفيلم عندما يقرر الشاب الإماراتي ضحي ، الحاصل على بكالوريوس إعلام، الانتقال من الفجيرة إلى أبوظبي في سبيل البحث عن عمل ملائم له، بعد تخرجه من الجامعة، وجلوسه لمدة ست سنوات بدون عمل، في سبيل التوفق للزواج من ابنة عمه "ميزونة" التي تحبه ويحبها، وينافسه على حبها شاب آخر ثري، الذي يتقدم بدوره لخطبتها، ومن هنا يتخذ قراراً بالبحث عن فرصة له في أبوظبي، كما أشار عليه أحد الأصدقاء القدامى. ويدخل الشاب في مغامرة غير متوقعة خاصة عندما يقابل صديق مسن يعرض عليه المساعدة في رحلة بحثه عن العمل. والرحلة إلى أبوظبي لم تكن بتلك السهولة، إذ يقدم منافسه بلاغاً كاذباً للشرطة، على أمل أن يتخلص منه ويتزوج من «مزيونه» بدون عقبات، وحين كانت الشرطة تقبض عليه تواجد «العم حسني» «ويقوم بدوره الفنان المصري حسن حسني» صدفة في ذات المكان، وهو ما يجعل الشرطة تقوده معه إلى التحقيق إلى أن يتبين لهم أن البلاغ كاذب..وعند خروجهما من المخفر، تبدأ الحياة بالتحول بالنسبة لضحي، إذ يصطحبه «العم حسني» المقيم في أبوظبي منذ 45 عاماً إلى بيته، ويساعده بالبحث على عمل، وهو ما يبين السلبيات في الكثير من الأماكن التي يحاول إيجاد عمل فيها.

## طاقم العمل
شارك في الفيلم الإماراتي الكوميدي مجموعة كبيرة من الممثلين، نذكر من بينهم:
- أحمد صالح، وقام بدور "ضحي"، ممثل إماراتي، من أعماله: دور "سلطان" في مسلسل (اليشارة)2018م.
- حسن حسني، وقام بدور "العم حسني"، ممثل مصري راحل، مواليد 1936م، توفي في 2020م
- سعيد سالم، في دور "عفريت"، ممثل إماراتي، مواليد 1962م.
- أحمد الأنصاري، وقام بدور "والد ضحي"، ممثل ومخرج مسرحي إماراتي، مواليد 1963م.
- ملاك الخالدي، وقامت بدور "والدة ميزونة"، ممثلة إماراتية، مواليد 1972م.
- عبدالحميد البلوشي، وقام بدور "مهدلي"، ممثل إماراتي، من أبرز أعماله، مسرحية "العصافير تبني أعشاشها" ، مسلسل " ريح الشمال".
- مواري عبدالله، وقامت بدور "ميزونة"، ممثلة إماراتية، من أبرز أعمالها، مسلسل "حدك مدك" ، " بنت صوغان".
- عبدالله الجفالي، وقام بدور "والد ميزونة"، ممثل إماراتي، مواليد 1969م، عضو مسرح دبي الأهلي، شارك في مسلسل "حاير طاير".
- سعيد بو مانع. ممثل ومنتج إماراتي له العديد من الأعمال الفنية، من بينها: مسلسل " عمى ألوان" ، "أوراق الحب".
- عبدالله بوهاجوس. ممثل إماراتي، مواليد 1978م.
- عبدالله بو زيد.
- بدر حكمي.
- محمد الفردان.
- سلطان السيف.
- عيسى بن عرب.

## روابط خارجية
- ضحي في أبو ظبي علي موقع قاعدة بيانات الأفلام العربية.
- ضحي في أبو ظبي على موقع IMDB.(بالإنجليزية)
- ضحي في أبو ظبي علي موقع قاعدة بيانات الفيلم (بالإنجليزية)